# Igrejas Batistas do Sétimo Dia Renovadas
As Igrejas Batistas do Sétimo Dia Renovadas são igrejas que declaram, como pontos distintivos de sua fé, a doutrina da observância do sétimo dia da semana (o sábado) e a crença nos dons do Espírito Santo, como no dom de línguas.

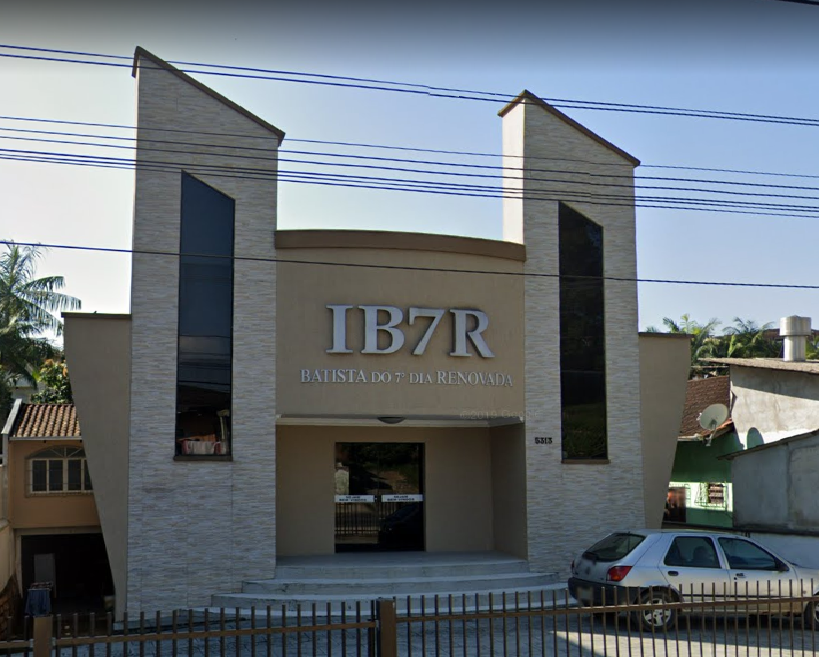
Igreja Batista do Sétimo Dia Renovada em Joinville - SC

Constituem-se de pequenas igrejas locais, que tem pouca cooperação entre si, presentes ao menos em quatro das cinco regiões do Brasil até o momento, tendo maior presença na região Sul e região Sudeste do Brasil.
A declaração de fé afirma que o ministério renovado, refere-se a um ministério carismático pois tem a unção do Espírito Santo, em uma renovação carismática, e se distingue da classificação pentecostal.

## História
Suas origens estão na confissão de membros no Brasil que pertenciam a Igreja Batista do Sétimo Dia na crença ou distinta interpretação do dom de línguas relatado na Bíblia Sagrada. No final do século XX, a Igreja Batista do Sétimo Dia reafirmava em plenário, a sua interpretação na qual o dom de línguas é uma capacidade dada por Deus de falar idiomas estrangeiros sem antes tê-los aprendidos. Todavia, alguns irmãos professavam uma interpretação do dom de línguas mais semelhante a do pentecostalismo clássico e uma maior ênfase nos dons espirituais. Em um determinado momento entre os anos de 1977 e 1983, essa divergência culminou com o surgimento da então Igreja Batista do Sétimo Dia Renovada.

## Declaração de Fé
A declaração de fé dos batistas do sétimo dia renovados foi aprovada em março de 1983 na assembleia nacional, revisada e publicada em março de 1984. A declaração contém os pontos essenciais da fé por eles comungadas.
Em resumo, consideram a Bíblia Sagrada como única regra de fé e prática. Aborda concepções sobre a Divindade com a crença na trindade divina; o Homem, constituído de três partes, pecador e necessitado de salvação; Igreja, tendo Cristo por cabeça; Sacramentos, sendo o batismo por imersão, ceia do Senhor e lava-pés; As Leis de Deus, crendo na abstenção do trabalho secular no sétimo dia, o sábado, para memorial da criação e consagração ao serviço divino; Doutrinas do Novo Testamento, entre elas, os dons do Espírito Santo; Liberdade de Pensamento, onde cada membro pode exercer seus princípios pessoais sobre os diversos assuntos, desde que a igreja seja neutra em relação aos referidos assuntos.
Creem que os sinais de curas e milagres devem acompanhar a obra de evangelização e não ir à frente. Não aceitam a tese de que o batismo com o Espírito Santo são as línguas estranhas. Acreditam que a forma pela qual o Espírito Santo manifesta-se é de cima para baixo, nunca com antecipação humana.